# Neocollettia
Neocollettia es un género de plantas con flores de la familia Fabaceae con dos especies.

## Especies
- Neocollettia gracilis
- Neocollettia wallichii

- Datos: Q3280370
- Especies: Neocollettia